# Sandra Boser
Sandra Denise Boser (* 20. Juni 1976 als Sandra Denise Rieger in Spaichingen) ist eine deutsche Politikerin (Bündnis 90/Die Grünen). Sie ist seit 2011 Abgeordnete des Landtags von Baden-Württemberg und seit 2021 Staatssekretärin im baden-württembergischen Ministerium für Kultus, Jugend und Sport.

## Ausbildung und Beruf
Sandra Boser studierte nach ihrem Abitur am Wirtschaftsgymnasium Hausach Betriebswirtschaft an der Berufsakademie in Mannheim mit Abschluss als Diplom-Betriebswirtin (BA) und arbeitete von 1998 bis 2008 bei der SV SparkassenVersicherung in Mannheim und Stuttgart. Von 2010 bis 2011 war sie Mitarbeiterin im Abgeordnetenbüro des damaligen Bundestagsabgeordneten und späteren Landwirtschaftsministers Alexander Bonde.

## Politische Tätigkeit
Seit 2007 ist Sandra Boser Mitglied der Grünen. Sie war Mitglied des Vorstandes im Kreisverband Ortenau von Bündnis 90/Die Grünen. Seit 2011 sitzt sie im Landtag von Baden-Württemberg. Dort war sie stellvertretende Fraktionsvorsitzende und bildungspolitische Sprecherin der Landtagsfraktion der Grünen.

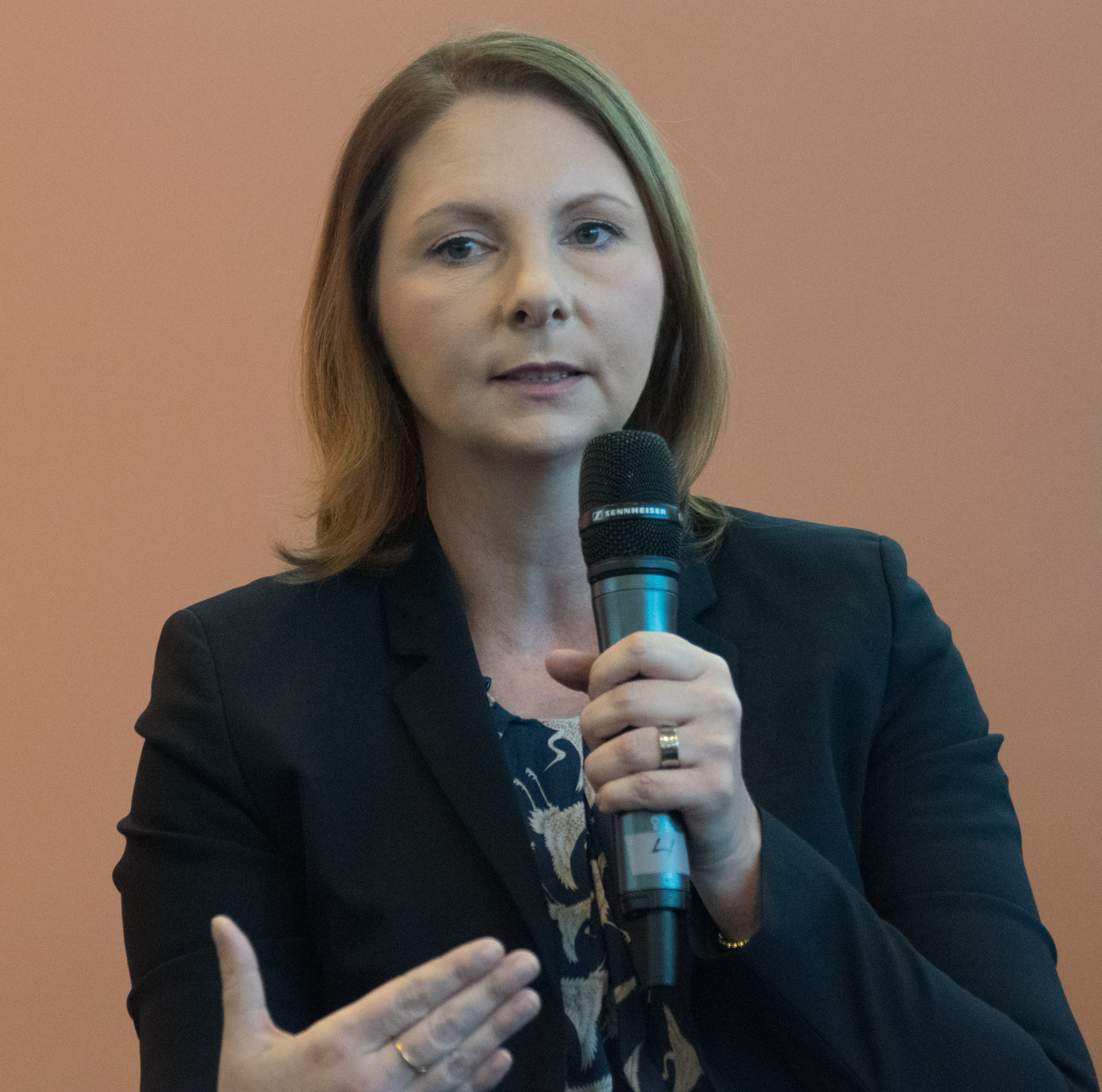
Sandra Boser (2017)

Bei der Landtagswahl in Baden-Württemberg am 13. März 2016 gewann Sandra Boser mit 30,65 Prozent der Stimmen das Direktmandat im Wahlkreis Lahr. Bei der folgenden Landtagswahl am 14. März 2021 steigerte sie ihren Stimmenanteil auf 33,1 Prozent und holte erneut das Direktmandat im selben Wahlkreis.
Boser war bis 2021 Vorsitzende des Kuratoriums der Landeszentrale für politische Bildung Baden-Württemberg (LpB),  Mitglied des Beirats des Schülerwettbewerbs des Landtags von Baden-Württemberg zur Förderung der politischen Bildung, Mitglied des Verwaltungsrats des Südwestrundfunks, sowie Mitglied des Aufsichtsrats der Staatsbrauerei Rothaus.
Seit Mai 2021 ist sie im Kabinett Kretschmann III Staatssekretärin im baden-württembergischen Ministerium für Kultus, Jugend und Sport.

## Familie und Privates
Boser wohnt mit ihrem Mann und zwei Söhnen in Wolfach.